# Resolutie 2393 Veiligheidsraad Verenigde Naties
Resolutie 2393 van de Veiligheidsraad van de Verenigde Naties werd op 19 december 2017 met twaalf stemmen voor en drie onthoudingen aangenomen door de VN-Veiligheidsraad. De resolutie gaf hulporganisaties opnieuw toestemming om hulpkonvooien door de Syrische conflictgebieden te zenden om noodhulp tot bij de bevolking te brengen.

## Standpunten
De resolutie was ingediend door Zweden en Egypte. De Zweedse vertegenwoordiger zei dat de toestemming om hulpkonvooien door Syrië te sturen zeker levens zou redden. De bar slechte humanitaire situatie zou echter verder blijven verergeren tot er een politieke oplossing voor het conflict uit de bus kwam.
China, Bolivia en Rusland waren de landen die zich hadden onthouden. De Chinese vertegenwoordiger zei dat de grensoverschrijdende operaties Syriës soevereiniteit in acht moesten nemen en dat diens volledige medewerking vereist was. Volgens China was meer tijd nodig geweest om tot een consensus te komen over de tekst.
Bolivia stelde dat geen rekening was gehouden met de gewijzigde situatie in Syrië, waar "deëscalatiezones" ofte voor de bevolking veilige gebieden waren gecreëerd. Die zones kwamen er na de door Rusland, Turkije en Iran geïnitieerde onderhandelingen in Astana. Ze staan onder controle van de rebellen en er zou niet in gevochten of boven gevlogen mogen worden. Er wonen zo'n 2,5 miljoen mensen in de vier zones.
Voor Rusland was de inbreuk op Syriës soevereiniteit slechts tijdelijk noodzakelijk om alle Syriërs te kunnen bereiken. Veel bezwaren en vragen van het land bleven onbeantwoord. Net als verschillende andere landen vond Rusland dat het mechanisme dat toezicht hield op de goederen die naar Syrië werden vervoerd niet transparant genoeg was.

## Achtergrond
In 2011 braken in navolging van andere Arabische landen ook in Syrië protesten uit tegen het regime van president Bashar al-Assad. Dat regime probeerde de protesten met harde hand neer te slaan, waarbij duizenden doden vielen. De protesten mondden gaandeweg uit in een burgeroorlog tussen de regering, verscheidene oppositiegroepen en extremistische groeperingen. Een van die groeperingen was Islamitische Staat, dat niet enkel in Syrië en Irak gewelddaden beging, maar ook terreuraanslagen pleegde in andere landen. Daarom voerden een aantal landen, waaronder de VS, Rusland en Frankrijk, luchtaanvallen uit op IS-bolwerken in Syrië. Westerse landen steunden de rebellen, terwijl Rusland Assad bleef steunen en ook de rebellen bombardeerde.

## Inhoud
Inmiddels waren meer dan een kwart miljoen mensen, waaronder tienduizenden kinderen, in Syrië omgekomen. 13,1 miljoen mensen hadden dringend noodhulp nodig. 2,9 miljoen daarvan waren moeilijk bereikbaar, en honderdduizenden zaten vast in belegerde gebieden. Ongeveer een kwart van de mensen die hulp nodig hadden, kregen die via de hulpkonvooien die via vier grensovergangen door de conflictgebieden trokken. De toestemming die hier middels resolutie 2165 voor was verleend aan hulporganisaties werd verlengd tot 10 januari 2019.
Daarnaast waren 5,4 miljoen mensen Syrië ontvlucht, waarvan velen werden opgevangen in Libanon, Jordanië, Turkije, Irak en Egypte. Dit ging gepaard met hoge kosten, en in sommige landen met sociale problemen. De internationale gemeenschap droeg te weinig bij om die kosten te dekken. In april 2017 werd nog circa vijf miljard euro opgehaald tijdens een donorconferentie in Brussel.
Lijst ·  2337 ·  2338 ·  2339 ·  2340 ·  2341 ·  2342 ·  2343 ·  2344 ·  2345 ·  2346 ·  2347 ·  2348 ·  2349 ·  2350 ·  2351 ·  2352 ·  2353 ·  2354 ·  2355 ·  2356 ·  2357 ·  2358 ·  2359 ·  2360 ·  2361 ·  2362 ·  2363 ·  2364 ·  2365 ·  2366 ·  2367 ·  2368 ·  2369 ·  2370 ·  2371 ·  2372 ·  2373 ·  2374 ·  2375 ·  2376 ·  2377 ·  2378 ·  2379 ·  2380 ·  2381 ·  2382 ·  2383 ·  2384 ·  2385 ·  2386 ·  2387 ·  2388 ·  2389 ·  2390 ·  2391 ·  2392 ·  2393 ·  2394 ·  2395 ·  2396 ·  2397